# いちよし証券
いちよし証券株式会社（いちよししょうけん、Ichiyoshi Securities Co., Ltd.）は、東京都中央区に本社を置く日本の証券会社。

## 概要
独自の個人金融資産の安定的な成長を求める為の原則である「個人のお客様向け商品についての原理原則（いちよし基準）」を掲げ、「いちよし基準」に基づいた金融商品の品揃えを行っている。また、中堅企業等の公開業務においても特色があり、主幹事実績は49社、幹事・シ団会社実績は1,040社（2017年12月現在の累積社数）。
ガバナンスについても、2003年6月委員会等設置会社となるなど積極的に取組み、日本コーポレート・ガバナンス研究所の発表するJCG Indexでは上位にランキングされている。
支店数は16都府県に38店舗を展開する。特に、2010年以降は小規模の証券会社を吸収合併して新たに支店を設けることで店舗網を拡充しており、これまで支店がなかった県にも展開している。また、2014年からは「プラネットプラザ」の名称で出張所も開設しており、一部の支店からの移行拠点を含めて12カ所に展開。佐賀県と長崎県はプラネットプラザのみの展開となっている（支店数・「プラネットプラザ」拠点数はいずれも2023年1月時点）。
藍澤證券、岩井コスモ証券、極東証券、丸三証券、水戸証券、東洋証券と並ぶ、中堅証券会社に位置づけられる。

## 沿革
- 1944年（昭和19年）5月29日 - 三栄証券株式会社として大阪市東区（現中央区）に設立。
- 1949年（昭和24年）4月 - 大阪証券取引所正会員加入。
- 1950年（昭和25年）
  - 8月16日 - 一吉證券株式会社に商号変更。
  - 8月18日 - 商号変更登記により創立記念日とする。
- 1962年（昭和37年）12月25日 - 一吉不動産株式会社（現・いちよしビジネスサービス株式会社）を設立。
- 1971年（昭和46年）10月 - 東京証券取引所正会員加入。
- 1983年（昭和58年）10月 - 御坊阪本証券株式会社を吸収合併する。
- 1986年（昭和61年）
  - 6月1日 - 総合証券会社となる。
  - 10月30日 - 一吉投資顧問株式会社（現・いちよしアセットマネジメント株式会社）を設立。
  - 11月 - 一吉国際（香港）有限公司設立（同社は2010年2月に清算）。
- 1987年（昭和62年）5月28日 - 株式会社一吉調査センター（現・株式会社いちよし経済研究所）を設立。
- 1989年（平成元年）4月 - 東証・大証第2部に上場。
- 2000年（平成12年）7月1日 - 商号をいちよし証券株式会社に変更し、本店を東京都中央区へ移転。
- 2003年（平成15年）6月 - 委員会等設置会社（現在の委員会設置会社）へ移行。
- 2006年（平成18年）
  - 3月 - 東証・大証第1部に指定替え。
  - 7月 - 株式会社いちよしIR研究所を設立（同社は2009年8月に清算）。
- 2010年（平成22年）
  - 2月 - 第三者割当増資により、飯田証券株式会社を持分法適用関連会社化。
  - 4月 - 環証券株式会社を吸収合併（これにより、和歌山県に環支店・環串本支店を開設）。
  - 10月 - 第三者割当増資により、大北証券株式会社を持分法適用関連会社化。
- 2011年（平成23年）
  - 1月 - 飯田証券株式会社及び佐世保證券株式会社を吸収合併（これにより、長野県に飯田支店・駒ヶ根支店・伊那支店、長崎県に佐世保支店・諫早支店、佐賀県に唐津支店・武雄支店を開設。武雄支店は2012年12月25日付で佐世保支店へ統合、駒ケ根支店は2017年3月27日付で伊那支店へ統合）。
  - 9月 - 株式交換により伊勢証券株式会社を完全子会社化。
- 2012年（平成24年）2月 - 伊勢証券株式会社を吸収合併（これにより、三重県に伊勢支店・小俣支店・志摩支店・久居支店を開設、小俣支店は2013年3月11日付で伊勢支店へ統合、久居支店は移転やプラネットプラザ久居への改称を経て2017年3月27日付で伊勢支店へ統合、志摩支店は出張所業態のプラネットプラザ志摩へ改称）。
- 2013年（平成25年）3月 - 大北証券株式会社を吸収合併（これにより、岩手県に大北盛岡支店・大北水沢支店・大北一関支店を開設。なお、大北一関支店は2015年9月11日付で出張所業態のプラネットプラザ大北一関に改称）。
- 2014年（平成26年）
  - 5月 - 「プラネットプラザ」の名称で出張所展開を開始し、東京支店の出張所としてプラネットプラザ中野を開設（7月には横浜支店の出張所として神奈川県小田原市にプラネットプラザ小田原が、その翌月には赤坂支所の出張所として神奈川県川崎市にプラネットプラザ向ヶ丘が、2016年4月に東京支店の出張所として東京都板橋区にプラネットプラザ成増が順次開設されている）。
  - 9月 - 株式交換により西脇証券株式会社を完全子会社化。
  - 12月 - 西脇証券株式会社を吸収合併（これにより、兵庫県に西脇支店・加西支店を開設）。
- 2015年（平成27年）1月 - 株式会社だいこう証券ビジネスとの間で証券事務関連（口座開設・証券管理・顧客精算・資金決済など）のアウトソーシングに関する業務提携を開始。
- 2017年（平成29年）
  - 3月 - 伊勢支店にプラネットプラザ久居を統合。
  - 5月 - 広島県に広島支店を新規開設。
  - 7月 - 伊那支店に駒ヶ根支店を統合。
  - 11月 - 兵庫県に西宮支店を新規開設。
  - 11月 - 大阪支店と梅田支店を大阪支店に統合。
- 2018年（平成30年）
  - 5月 - 東京支店を移転し、名称を銀座支店として新店舗にて営業開始。
  - 10月 - 倉敷支店にプラネットプラザ児島を統合
- 2019年（平成31年/令和元年）
  - 4月 - 岡山支店に広島支店を統合
  - 9月2日 - 本店を現在地（東京証券会館）に移転[4]。
- 2022年（令和4年）
  - 3月 - 株式引受業務からの撤退を発表[5]。以後は資産運用への助言業務に集中する方針。
  - 10月 - プラネットプラザ福岡が福岡支店に昇格すると同時に旧佐世保證券の拠点だった唐津支店・佐世保支店・諫早支店を統合して出張所業態のプラネットプラザ唐津・プラネットプラザ佐世保・プラネットプラザ諫早へ改称するとともに、旧武雄支店への統合以来約10年ぶりとなる武雄市での拠点としてプラネットプラザ武雄がオープン。

## 関連会社
- 株式会社いちよし経済研究所
- いちよしアセットマネジメント株式会社
- いちよしビジネスサービス株式会社

## 上場主幹事業務実績
| 年月       | 会社名                                                       | 市場                |
| ---------- | ------------------------------------------------------------ | ------------------- |
| 1998年8月  | エイブル                                                     | JASDAQ              |
| 1998年12月 | ガリバーインターナショナル（現：IDOM）                       | JASDAQ              |
| 1999年12月 | シード（現：メルディアDC）                                   | 大証新市場部        |
| 2000年4月  | トスネット                                                   | JASDAQ              |
| 2000年7月  | ゼファー                                                     | JASDAQ→東証一部     |
| 2000年12月 | デジタルガレージ                                             | JASDAQ→東証一部     |
| 2001年2月  | 日本エンタープライズ                                         | ナスダックジャパン  |
| 2001年7月  | ジャストプランニング                                         | JASDAQ              |
| 2002年4月  | ラック                                                       | JASDAQ              |
| 2002年10月 | アインメディカルシステムズ（現：アインホールディングス）     | JASDAQ              |
| 2003年8月  | エリアリンク                                                 | マザーズ            |
| 2003年10月 | カカクコム                                                   | マザーズ→東証一部   |
| 2003年12月 | 日本エイム（現：UTグループ）                                 | JASDAQ              |
| 2004年2月  | オプト（現：オプトホールディング）                           | JASDAQ              |
| 2004年3月  | コネクトテクノロジーズ（現：ジー・スリー・ホールディングス） | マザーズ            |
| 2004年8月  | アルテ（現：アルテ サロン ホールディングス）                 | JASDAQ              |
| 2004年8月  | アルメディオ                                                 | JASDAQ→東証二部     |
| 2004年8月  | エフ・ディ・シィ・プロダクツ                                 | 東証二部→東証一部   |
| 2005年2月  | ホロン                                                       | JASDAQ              |
| 2005年3月  | ヒガシトゥエンティワン                                       | JASDAQ              |
| 2005年6月  | ウィーヴ                                                     | -                   |
| 2005年6月  | イーコンテクスト                                             | ヘラクレス→上場廃止 |
| 2005年11月 | ファンコミュニケーションズ                                   | JASDAQ              |
| 2007年2月  | ディーバ（現：アバント）                                     | ヘラクレス          |
| 2007年3月  | ジーダット                                                   | JASDAQ              |
| 2007年4月  | ジェーソン                                                   | ヘラクレス          |
| 2009年3月  | 東邦システムサイエンス                                       | -                   |
| 2011年4月  | セルシス                                                     | -                   |
| 2011年4月  | シナジーマーケティング                                       | -                   |
| 2013年6月  | ディア・ライフ                                               | -                   |
| 2013年11月 | メディアドゥ                                                 | マザーズ            |
| 2013年12月 | ヒューマン・メタボローム・テクノロジーズ                     | マザーズ            |
| 2014年6月  | ムゲンエステート                                             | マザーズ            |
| 2014年7月  | N・フィールド                                                | -                   |
| 2015年2月  | レッグス                                                     | JASDAQ→東証二部     |
| 2015年8月  | パルマ                                                       | マザーズ            |
| 2015年8月  | アクアライン                                                 | マザーズ            |
| 2015年9月  | プレシジョン・システム・サイエンス                           | JASDAQ→マザーズ     |
| 2015年12月 | 扶桑化学工業                                                 | JASDAQ→東証一部     |
| 2015年12月 | システムソフト                                               | JASDAQ→東証二部     |
| 2016年3月  | グローバルグループ                                           | マザーズ            |
| 2016年4月  | 中村超硬                                                     | マザーズ            |
| 2017年3月  | WDBホールディングス                                          | 東証二部→東証一部   |
| 2017年8月  | トランザス                                                   | マザーズ            |
| 2017年10月 | SKIYAKI                                                      | マザーズ            |
| 2017年11月 | サインポスト                                                 | マザーズ            |
| 2017年12月 | ナレッジスイート                                             | マザーズ            |
| 2018年12月 | テクノスデータサイエンス・エンジニアリング                   | マザーズ            |
| 2019年12月 | ビーアンドピー                                               | マザーズ            |
| 2020年2月  | コーユーレンティア                                           | JASDAQ              |
| 2020年3月  | Kids Smile HD                                                | JASDAQ              |
| 2020年8月  | ティアンドエス                                               | マザーズ            |
| 2020年9月  | トヨクモ                                                     | マザーズ            |
| 2020年11月 | ジオコード                                                   | JASDAQ              |
| 2021年3月  | イー・ロジット                                               | JASDAQ              |
| 2021年4月  | ネオマーケティング                                           | JASDAQ              |
| 2021年5月  | テンダ                                                       | JASDAQ              |
| 2022年3月  | トリプルアイズ                                               | マザーズ            |